# Piccolomini
Piccolomini är en gammal italiensk adelsätt, bosatt huvudsakligen i Siena.
Ätten utslocknade på manssidan med påven Pius II. Från dennes syster stammade ätten Pietro-Pieri, vilken Pius III och Ottavio Piccolomini tillhörde. Denna ätt utslocknade 1757.